# Avisaurus
Avisaurus (nombre que significa "ave lagarto") es un género de ave enantiornitina del Cretácico Superior de Norteamérica.
Se conocen dos especies; la especie tipo A. archibaldi. Ambas son conocidas de apenas huesos fosilizados de los pies — los tarsometatarsos.
Ambas especies de Avisaurus son conocidas de pantanos húmedos de baja altitud, lagos, y cuencas de ríos de la costa occidental del Mar de Niobrara, y de las mucho más áridas tierras altas entre esa área y la Cordillera Overthrust Belt que posteriormente formarían las Montañas Rocosas.
Este género pertenece a la familia de enantiornitinas Avisauridae, la cual contiene especies similares de Suramérica como Soroavisaurus y Neuquenornis A finales del Cretácico las Américas estaban separadas por un brazo del mar de Tetis.
La presencia de restos reportados de Avisaurus tanto en Norte como en Suramérica ha sido usada como evidencia de que los cambios faunísticos de la mitad sur de Norteamérica durante el Lanciano eran resultado de un evento de inmigración de taxones suramericanos moviéndose hacia el norte.

## Clasificación
Avisaurus archibaldi fue descubierto en la formación Hell Creek del Cretácico Superior de América del Norte (Maastrichtiense, desde hace 70,6 a 65,5 millones de años, convirtiéndolo en uno de los últimos enantiornitinos. Fue recolectado en 1975 en la localidad UCMP V73097, en el Condado Garfield, Montana, EE. UU.
A. archibaldi es representado por un único fósil de un tarsometatarso en la colección del Museo de Paleontología de la Universidad de California. Su número de catálogo es UCMP 117600. Fue inicialmente descrito como el tarsometatarso izquierdo de un terópodo no aviano por Brett-Surman y Paul en 1985. Fue más tarde redescrito como el tarsometatarso derecho de un ave enantiornitina por Chiappe en 1992.
El espécimen tiene una longitud máxima de 73.9 mm, haciéndolo uno de los mayores tarsometatarsos conocidos entre las enantiornites.
Fue nombrado por J. David Archibald, sus descubridor, de la Universidad de California en Berkeley.
El artículo hecho por Brett-Surman y Paul en 1985 explícitamente consideró la posibilidad de que A. archibaldi fuera una enantiornitina. Los autores describieron y nombraron a UCMP 117600 formalmente, pero ellos examinaron otros materiales de otros enantiornitinos, incluyendo el "metatarso" PVL 4690 de Argentina. Los autores asignaron este último fósil a Avisaurus sp. de esto concluyeron que el género Avisaurus existió tanto en Norteamérica como en Sudamérica en el Cretácico Tardío. Más aún, los autores concluyeron que el coeficiente longitud/ancho y el grado de fusión de los huesos del metacarpo eran más similares a los de los dinosaurios no avianos. Un género de dinosaurio terrestre en ambos continentes podría apoyar la idea de Brett-Surman de que había una conexión terrestre entre ambos continentes.
Descubrimientos posteriores y un estudio adicional de Chiappe mostró que todo el material pertenecía a aves enantiornitinas, y que PVL 4690 era realmente un género distinto de ave denominado Soroavisaurus.
Avisaurus gloriae fue descubierto en la formación Dos Medicinas del Campaniano (entre 77 a 71 millones de años) de Montana, EE.UU, fue renombrado Gettyia por Atterholt et al. (2018).